# Der Staatsanwalt hat das Wort: Millionenerben
Millionenerben ist ein deutscher Kriminalfilm aus dem Jahr 1989. Er erschien als 131. Folge der Reihe Der Staatsanwalt hat das Wort.

## Handlung
Dr. Kreibig ist 79 Jahre alt und hat bis zu seiner Pensionierung fast sein ganzes Leben lang als Arzt gearbeitet. Er führte einst nach dem Tod seines Vaters dessen Praxis fort. Dr. Kreibig ist alleinstehend und hat keine Nachkommen, zudem hat er im Laufe seines Berufslebens ein riesiges Vermögen von etwas mehr als einer Million Mark angehäuft. Da er in den letzten Jahren aufgrund gesundheitlicher Probleme immer wieder auf Hilfe angewiesen war, betreute ihn das schon seit einigen Jahren mit ihm befreundete Ehepaar Rainer und Renate Schapals. Vor allem Renate mag Dr. Kreibig sehr, da sie ihn vom Aussehen her an eine schon längst verstorbene Jugendliebe erinnert. Dr. Kreibig beschließt mit der Zeit Renate und Rainer aufgrund ihrer liebevollen Fürsorge in den letzten Jahren zu seinen Alleinerben zu bestimmen.
Eines Tages geht es Dr. Kreibig plötzlich schlechter und er muss zur ärztlichen Behandlung ins Krankenhaus gebracht werden. Innerhalb weniger Tage verschlechtert sich sein Zustand erheblich und er stirbt letztendlich. Der bis vor wenigen Jahren mit Rainer Schapals befreundete Dr. Wolfgang Künzel war während der letzten Tage der behandelnde Arzt von Dr. Kreibig. Wolfgang Künzel hatte sich der Möglichkeit der Illusion hingegeben, dass er sich das Erbe und die Praxis von Dr. Kreibig nun erschleichen kann. Denn Künzel träumt schon seit vielen Jahren von einer eigenen Praxis. Da Dr. Kreibig in seinen letzten Tagen im Krankenhaus durch seine schweren Erkrankungen kaum noch zurechnungsfähig war, hat es Dr. Künzel geschafft, dass er das Testament noch einmal ändert, natürlich zu Gunsten von ihm und seiner Frau Marion. Mit verbrecherischen Mitteln hatte er es damit geschafft, seinen ehemaligen besten Freunden Rainer und Renate Schapals das Erbe abzujagen.
Nach der Beisetzung kommt es bei der Testamentseröffnung für Rainer und Renate zu einer großen Überraschung, da beide immerhin sich schon längst als sogenannte Universalerben gesehen haben. Doch Rainer und Renate kommen der Wahrheit recht schnell auf die Spur und finden heraus, dass Wolfgang Künzel schon einst vor ihrem Zerwürfnis ein falsches Spiel mit ihnen gespielt hatte. Marion Künzel wiederum erpresst Renate und Rainer, da beide sich ihrer Meinung nach das Vermögen von Dr. Kreibig auf genauso verbrecherische Art und Weise erschlichen hätten. Letztendlich erstattet Rainer Schapals Anzeige gegen Wolfgang Künzel und die Sache landet bei der Staatsanwaltschaft, die eine genaue Untersuchung anordnet.
Wenige Monate später wird Dr. Wolfgang Künzel wegen Erschleichens von Leistungen, Diebstahls, Urkundenfälschung und illegalen Handels mit Edelmetallen zu einer mehrjährigen Haftstrafe verurteilt. Zusätzlich muss er eine Geldstrafe in Höhe von 25.000 Mark bezahlen.

## Produktion und Hintergründe
Der Film wurde Anfang des Jahres 1989 gedreht. Seine Erstausstrahlung erlebte der Film am 15. Dezember 1989 im 1. Programm des Deutschen Fernsehfunks. Es war zudem der erste nach dem Mauerfall ausgestrahlte Teil der Reihe.